# Vendula Měrková
Vendula Měrková est une joueuse tchèque de volley-ball née le 3 mars 1988 à Třebíč. Elle mesure 1,91 m et joue au poste d'attaquante. 

## Clubs
| Club                  | De        | À         |
| --------------------- | --------- | --------- |
| VK Kralovo Pole Brno  | 2005-2006 | 2006-2007 |
| VK Prostějov          | 2007-2008 | 2007-2008 |
| SK UP Olomouc         | 2008-2009 | 2009-2010 |
| VfB Suhl              | 2010-2011 | 2011-2012 |
| VT Aurubis Hamburg    | 2012-2013 | 2012-2013 |
| VolleyStars Thüringen | 2013-2014 | 2013-2014 |
| New Volley Libertas   | 2014-2015 | 2014-2015 |
| VK Kralovo Pole Brno  | 2015-2016 | 2016-2017 |
| AO Thiras             | 2017-2018 | 2017-2018 |
| Volejbal Přerov       | 2018-2019 | 2018-2019 |
| Quimper Volley 29     | 2019-2020 | …         |

## Palmarès
- Championnat de République tchèque
  - Vainqueur : 2006, 2007.
- Coupe de République tchèque
  - Vainqueur: 2008.
- Coupe d'Allemagne
  - Finaliste : 2014.